# Extraliga (Belarus) 1998/99
Die Saison 1998/99 war die siebte Spielzeit der belarussischen Extraliga, der höchsten belarussischen Eishockeyspielklasse. Meister wurde zum insgesamt zweiten Mal in der Vereinsgeschichte der HK Njoman Hrodna.

## Hauptrunde

### Modus
In der Hauptrunde absolvierte jede der vier Mannschaften insgesamt 18 Spiele. Der Erstplatzierte der Hauptrunde wurde Meister. Für einen Sieg erhielt jede Mannschaft zwei Punkte, bei einem Unentschieden gab es einen Punkt und bei einer Niederlage null Punkte.

### Tabelle
|    | Klub               | Sp | S  | U | N | Tore  | Punkte |
| -- | ------------------ | -- | -- | - | - | ----- | ------ |
| 1. | HK Njoman Hrodna   | 18 | 10 | 1 | 7 | 70:59 | 21     |
| 2. | HK Junost Minsk    | 18 | 8  | 2 | 8 | 71:63 | 18     |
| 3. | Polimir Nawapolazk | 18 | 7  | 4 | 7 | 54:51 | 18     |
| 4. | Tiwali Minsk       | 18 | 6  | 3 | 9 | 45:67 | 15     |

Sp = Spiele, S = Siege, U = Unentschieden, N = Niederlagen